# Limonade
Limonade, in creolo haitiano Limonad, è un comune di Haiti facente parte dell'arrondissement di Cap-Haïtien nel dipartimento del Nord.